# Tipula siddartha
Tipula siddartha är en tvåvingeart som beskrevs av Alexander 1961. Tipula siddartha ingår i släktet Tipula och familjen storharkrankar. Inga underarter finns listade i Catalogue of Life.